# Jean Victor de Besenval
Johann Viktor Peter Joseph Besenval, baron de Brunstatt we Francji: Jean Victor de Besenval de Brünstatt (ur. 1671, zm. 11 marca 1736) – francuski dyplomata i wojskowy. Karl Jacob Besenval (1677-1738) był jego młodszym bratem.
Pochodził z Solothurn (Szwajcaria). Jako oficer w służbie Francji wyruszał w liczne misje dyplomatyczne. W 1703 pojechał do Berlina. W 1707 roku został ambasadorem Francji przy królu Szwecji Karolu XII, a w latach 1710-1721 przy królu Polski.
W 1707 roku wysłany został do Saksonii, gdzie przebywał wówczas ze swą armią okupacyjną Karol XII. Besenval miał go pozyskać dla Francji. Bezskutecznie próbował odwieść króla Szwecji od zamiaru zaatakowania Rosji. W 1709 roku, gdy wiadomo było, że nie ma szans na powstrzymanie zdeterminowanego i wojowniczego Karola, Besenval wyjechał do Gdańska, gdzie przebywał w sumie (z przerwami) kilka lat początkowo jako poseł przy Karolu XII, a następnie jako reprezentant Francji w państwach północnych. Pobyt w tym mieście dał mu wgląd w polskie stosunki wewnętrzne i dał szansę na zapoznanie się z wieloma ważnymi osobistościami; jedną z nich była głowa stronnictwa francuskiego w Rzeczypospolitej marszałek wielki koronny Kazimierz Ludwik Bieliński. Córkę Bielińskiego Katarzynę, wdowę po Jakubie Potockim, poślubił w 1716 roku.
Pierwszą rozmowę z Augustem II i jego ministrami Besenval przeprowadził w 1710 roku, lecz nominacje przy dworze polskim otrzymał dopiero w 1713. Dzięki rodzinie Bielińskich Besenval otrzymał znakomite dojście do dworu królewskiego. Akurat wówczas Marianna Denhoff, z domu Bielińska, córka Kazimierza została faworytą i kochanką Augusta II i uzyskała duży wpływ na decyzje króla. Z dnia 25 kwietnia 1713 roku pochodzi list Jeana Victora de Besenvala do francuskiego ministra spraw zagranicznych markiza Jeana Baptiste’a Colberta de Torcy (1665-1746) zawierający wzmiankę o romansie Augusta II z podkomorzyną wielką litewską Marianną Denhoffową. Nieco później ambasador wybrał się do Gdańska, zadbać tam o francuskie interesy handlowe, po czym 26 sierpnia 1713 powrócił do Warszawy.
W październiku 1713 roku król August II Mocny i Jean Victor wyjechali do posiadłości marszałkostwa Bielińskich w Otwocku.
29 sierpnia 1714 de Besenval wysłał list do markiza de Torcy zawierający propozycję wynagrodzenia hrabiny Marii Anny Denhoffowej za pomoc w doprowadzeniu do podpisania traktatu sojuszniczego z Francją przez nadanie jej, jako wnuczce Morsztyna i naturalizowanej Francuzce, księstwa we Francji. Ludwik XIV zawarł traktat o przyjaźni z Augustem II w 1714. Besenval przekonywał Augusta, że dzięki temu sojuszowi uda się doprowadzić do pacyfikacji ze Szwecją, sojusznikiem Francji, jednak nieustępliwość Karola XII, konfederacja tarnogrodzka i zmiany w polityce francuskiej, jakie po śmierci Ludwika XIV wprowadził Filip II Burbon-Orleański sprawiły, że plany te spaliły na panewce, co odbiło się na pozycji Besenvala w późniejszym okresie jego pobytu w Polsce.